# Madeira (víno)

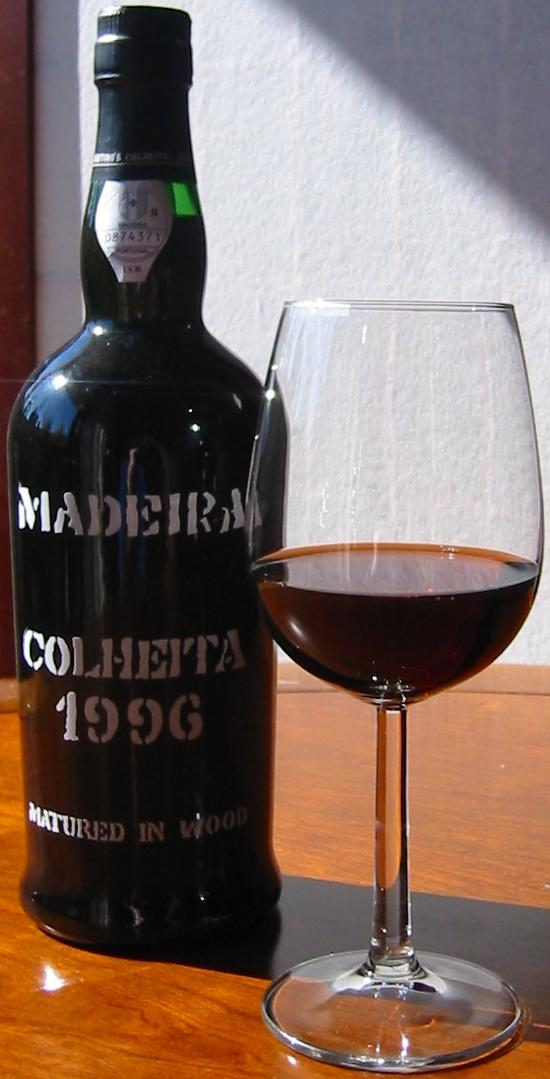
Láhev vína Madeira

Víno madeira patří mezi exotická dezertní fortifikovaná vína a je unikátní nejen chutí a geografickým původem z ostrova Madeira, ale i způsobem výroby.

## Historie
Počátek produkce madeiry spadá zřejmě do 17. století. Výrobní postup byl objeven náhodou – traduje se, že mořeplavci při cestě z Evropy doplňovali na ostrově Madeira také víno, které při průjezdu rovníkovými oblastmi bylo zahříváno až na 45 stupňů Celsia. Tím získalo po následném zchlazení unikátní chuťové vlastnosti.

## Pěstování
Vinice na ostrově Madeira jsou téměř výlučně malého rozsahu, nacházejí se na terasovitých políčkách v nadmořské výšce od 0 do 900 m n. m. Vzhledem k vysoké propustnosti půdy je nutné je dodatečně zavlažovat ze systému levád navzdory vysoké vzdušné vlhkosti. Velcí výrobci vína obvykle vykupují vinné hrozny od menších pěstitelů.

## Výroba

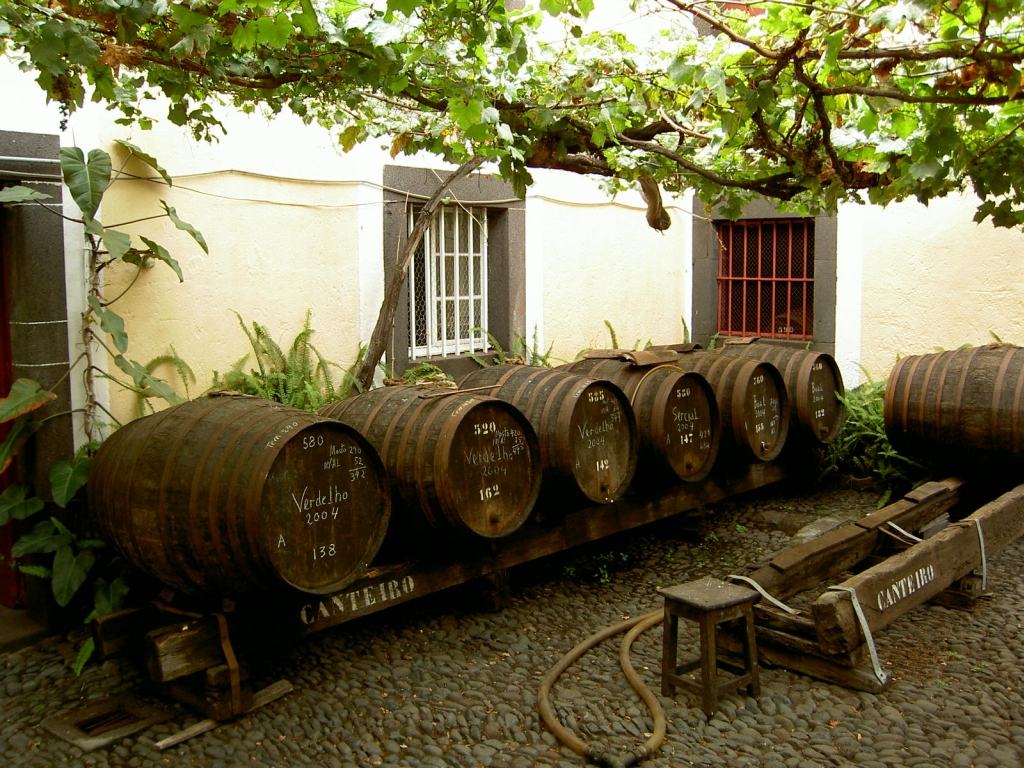
Víno Madeira zraje v dubových sudech

Ohřátí ve speciálních „pecích“ estufas, jež následuje po procesu kvašení, je také dnes základním technologickým postupem – estufagem, používaným při výrobě tohoto vína. Sušší vína jsou dolihována před estufagem, sladší po něm. Asi 18 měsíců po schlazení vstupuje víno do systému scelování solera, používaného také např. u vín typu sherry. Obvyklé je dlouholeté zrání v dubových sudech. Víno madeira je dodáváno na trh nejméně tříleté, obvykle však významně starší. Složitý proces scelování přináší vína, kde věk je určován spíše výpočtem.

## Skladování
Díky dolihování a procesu estufagem se dá madeira skladovat prakticky neomezeně dlouhou, a to i v láhvi, která již byla otevřena. Lahve se archivují ve svislé poloze, korek nemusí být smáčen.

## Druhy madeiry
- sercial (nejlehčí a nejsušší)
- verdelho (pikantní polosuché)
- boal (bual) (tmavší, polosladké s kouřovou příchutí)
- malvasia (velmi sladké a tmavé)

Vyráběné druhy madeiry jsou určeny pěstovanou odrůdou a nadmořskou výškou (0-900 m n. m.).

## Odrůdy révy pěstované na Madeiře
Bastardo, Bual, Malmsey, Sercial, Terrantez, Tinta negra mole, Verdelho

## Ostatní vína z ostrova Madeira

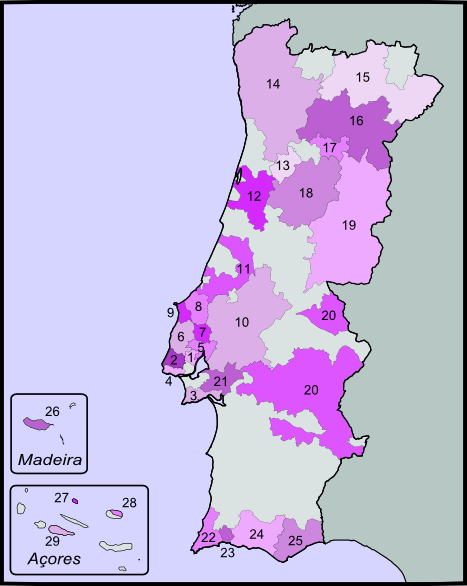
Vinné oblasti Portugalska (DOC)

Od roku 2002 byl v rámci Portugalska ustaven také vinná oblast Madeira VQPRD. V tomto zákonném rámci je dnes několika výrobci z Madeiry produkováno i víno tradičního typu. Mezi ně patří:
- Quinta do Moledo, Rocha Branca (výrobce: João Mendes Sociedade Unipessoal, Lda.)
- Torcaz (výrobce: Produção e Comercialização de Vinhos, Lda.)
- Seiçal (výrobce: Sociedade de Produtores de Wine do Seixal, Lda.)
- Enxurros (výrobce: Ricardo França – Sociedade Unipessoal, Lda.)
- Cancelas Tinto, Colombo (výrobce: Vinhos Justino Henriques Filhos, Lda.)
- Reis da Cunha (výrobce: Vinhos Madeira Soc. Unip., Lda.)

## Galerie

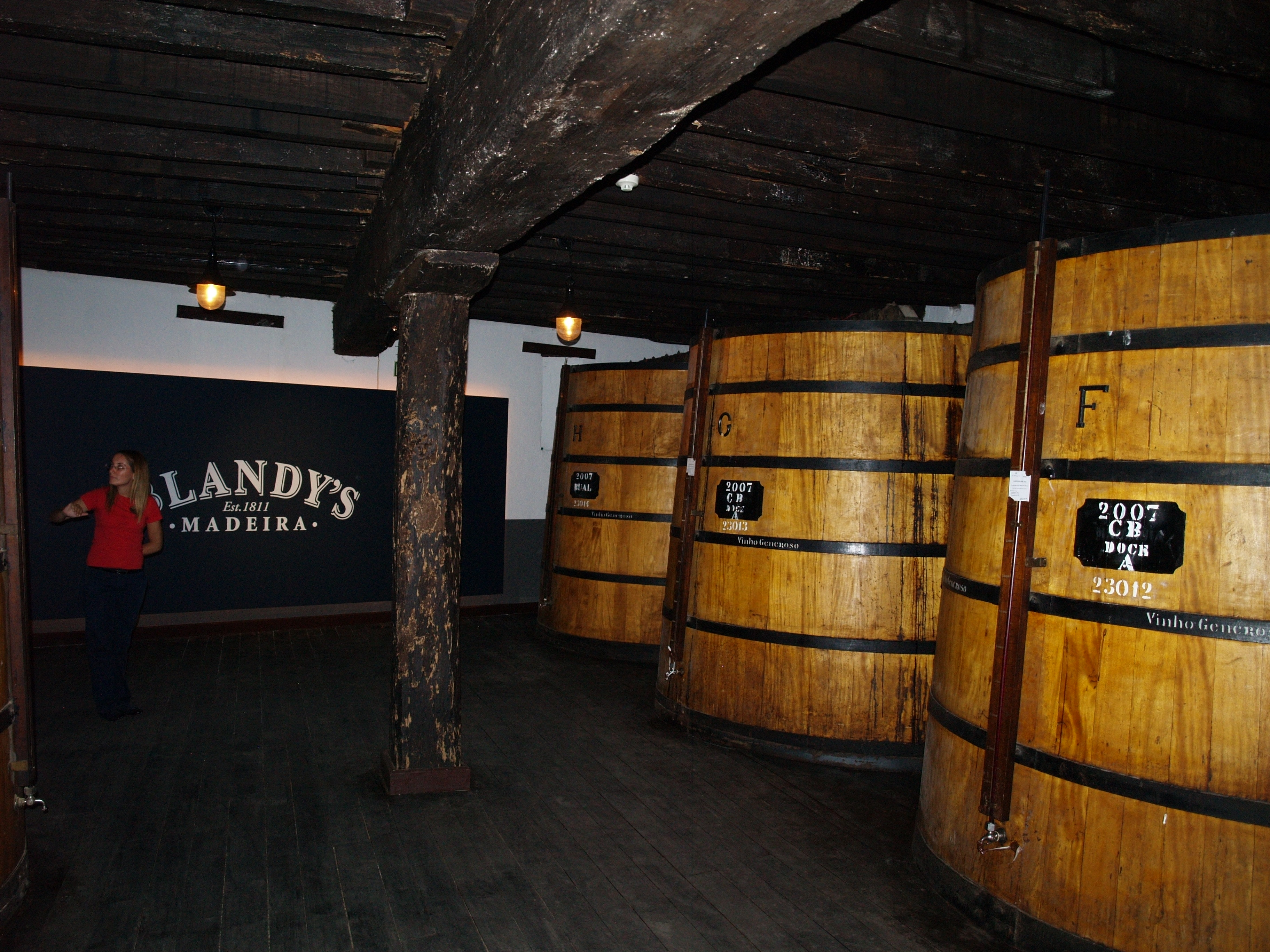
Vinařství Blandyś ve Funchalu (Madeira)
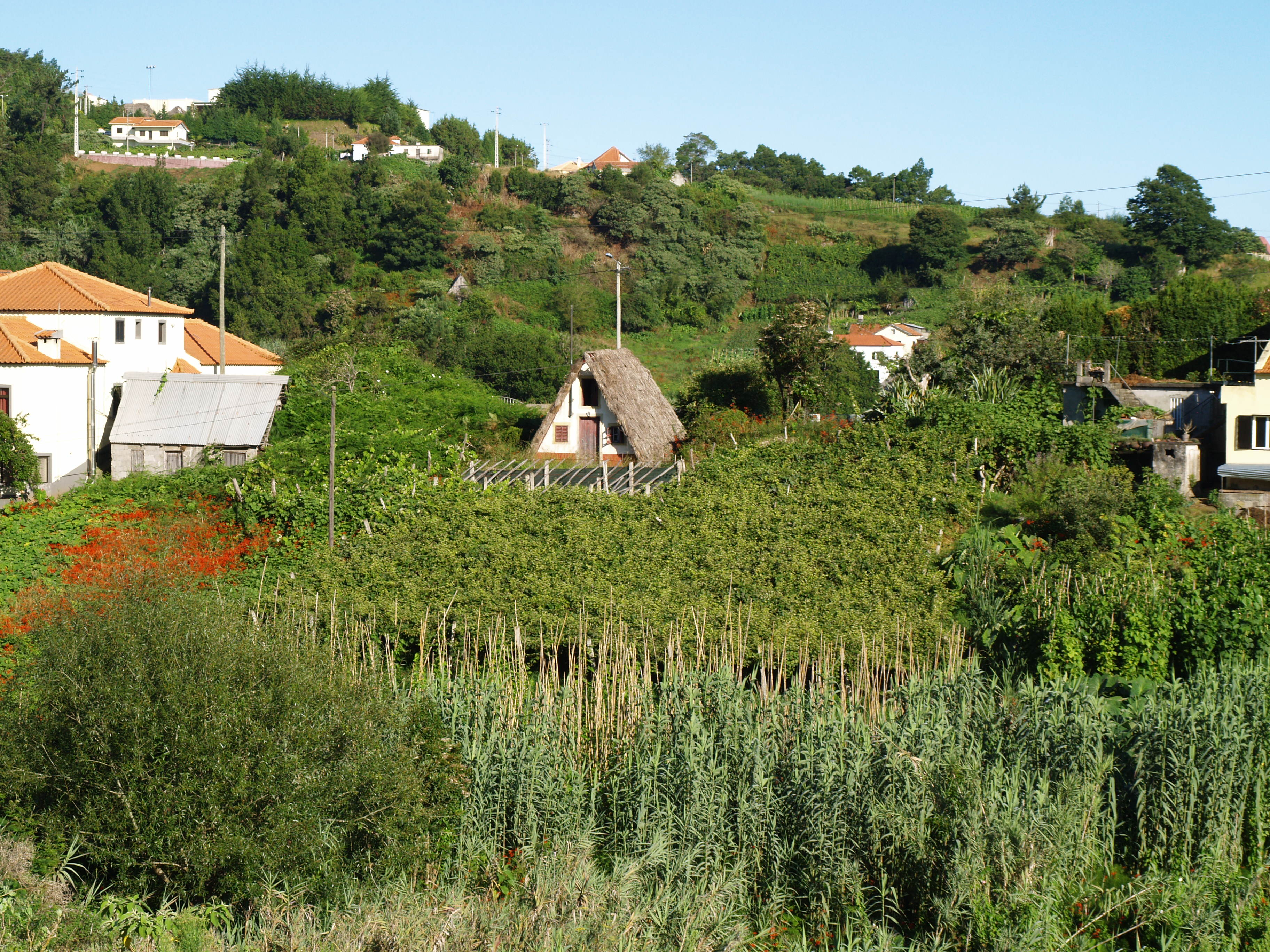
Vinice na severním pobřeží ostrova Madeira v oblasti města Santana
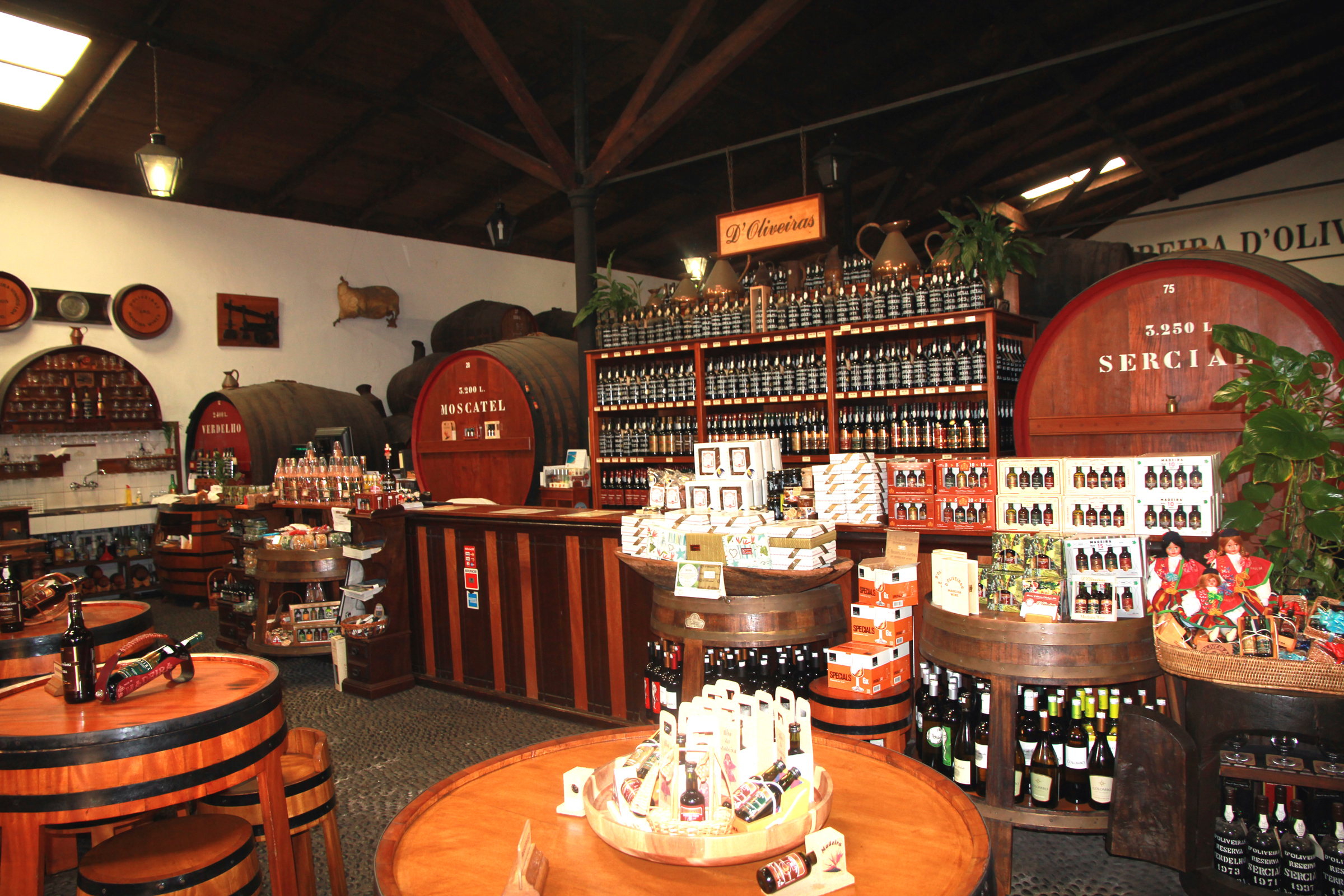
Vinařství D'Oliveiras (Madeira)
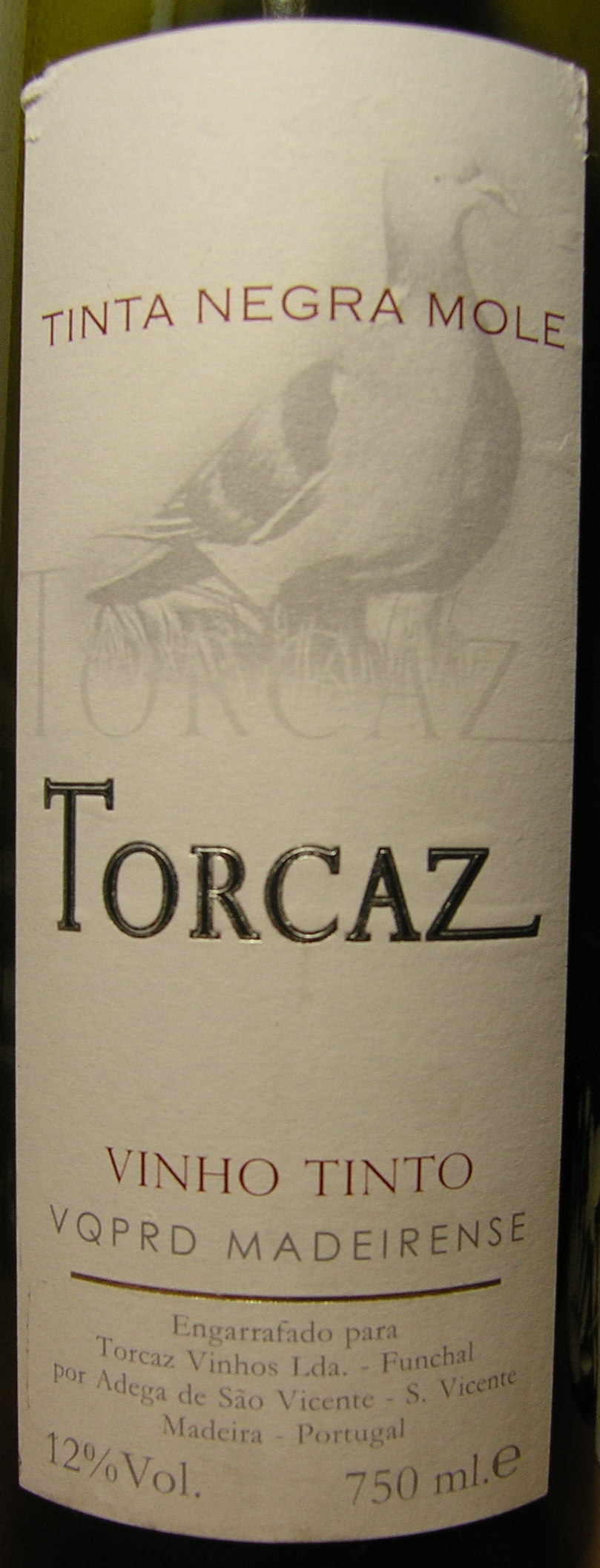
Víno Torcaz VQPRD
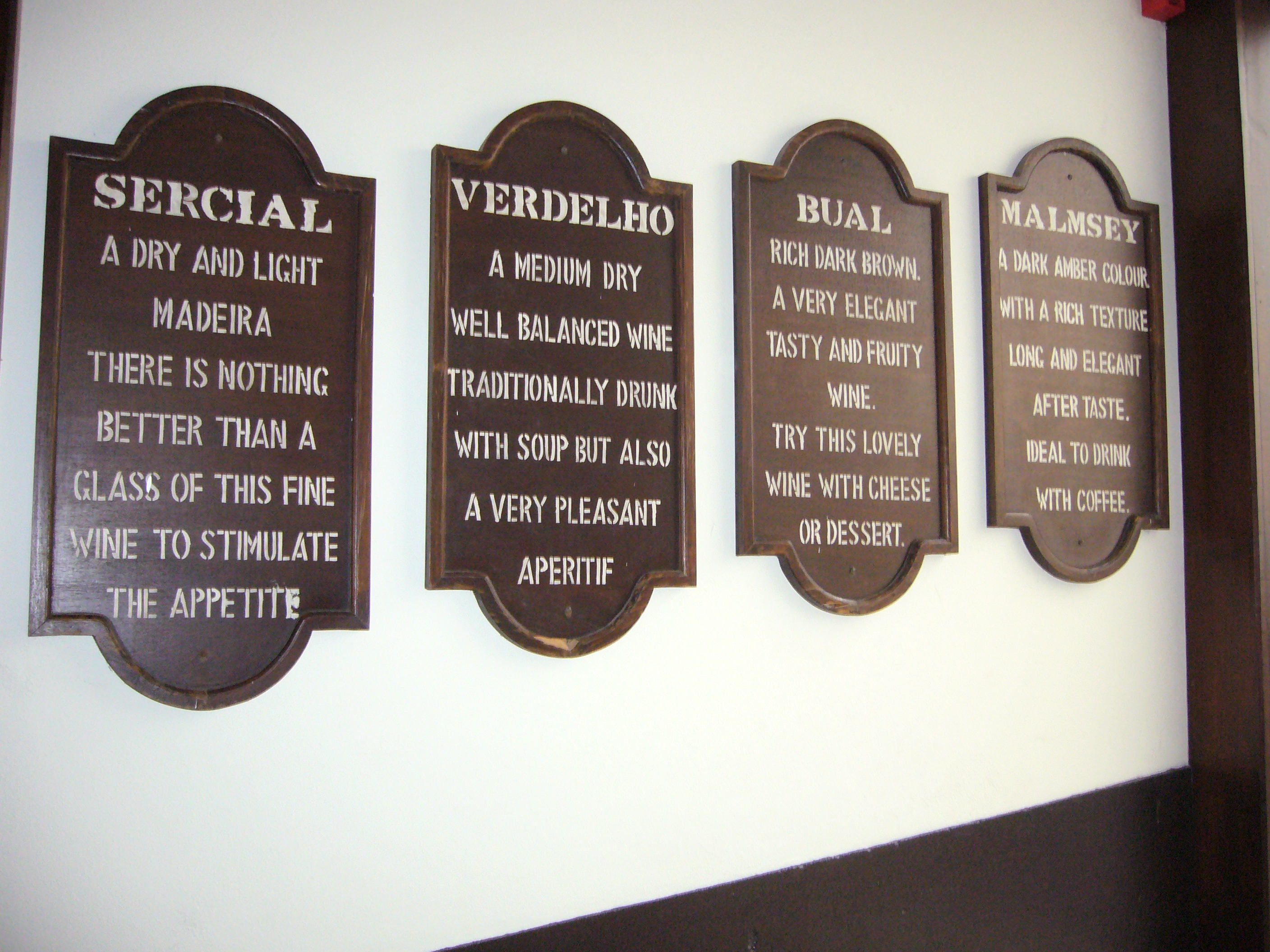
Druhy madeirských vín ve vchodu do Funchalského muzea vína.